# Humanbiologie
Die Humanbiologie ist eine naturwissenschaftliche Disziplin, die sich im engeren Sinn mit der Biologie des Menschen sowie den biologischen Grundlagen der Humanmedizin befasst. Im weiteren Sinn beschäftigt sich die Humanbiologie mit den darüber hinaus für den Menschen relevanten Teilbereichen der Biologie.
Humanbiologie wird auch als Überbegriff  für die naturwissenschaftliche Anthropologie und Humangenetik verwendet. Synonym wird bisweilen auch die Bezeichnung „Biomedizin“ verwendet, die dem eigentlichen Wortsinn nach allerdings nur die medizinisch relevanten Bereiche der Humanbiologie umfasst, also lediglich ein Teilgebiet derselben ist. Die Humanbiologie wird zu den Human- wie auch den Neurowissenschaften gerechnet.

## Biologie des Menschen
Die Humanbiologie versucht, den Menschen als Lebewesen auf naturwissenschaftlicher Ebene zu verstehen und zu erforschen. Sie bedient sich dazu verschiedener wissenschaftlicher Methoden, wie zum Beispiel Experimenten und Beobachtungen, um die biochemischen und biophysikalischen Grundlagen des menschlichen Lebens detailliert zu beschreiben und die zugrundeliegenden Prozesse durch Modelle formulieren zu können. Sie liefert damit als Grundlagenwissenschaft die Wissensbasis für die Medizin. Dabei ist der Informationsfluss zwischen den Disziplinen durchaus nicht einseitig, da die Kenntnis der Medizin über pathologische Erscheinungen den Humanbiologen beim Verständnis der Physiologie des Menschen hilft. Aufgrund historisch gewachsener Betrachtungsebenen haben sich eine Reihe von Teildisziplinen herausgebildet. Die wichtigsten davon sind:
Anatomie

Anatomie und Physiologie: Lage einiger für die Verdauung relevanter Organe

Die Anatomie (einschließlich Zytologie, Histologie und Morphologie) ist die Lehre von Form und Bau des menschlichen Körpers, seiner Organsysteme, Organe und Gewebe. Sie ist vor allem eine beschreibende Disziplin und eine der ältesten wissenschaftlichen Disziplinen, die sich mit der Biologie des Menschen beschäftigen.
Physiologie
Die Physiologie erforscht und beschreibt die Funktion des menschlichen Körpers und seiner Organe, insbesondere aus physikalischer und chemischer Sicht. Eines der wichtigsten Anliegen der Physiologie ist es, den Informationsaustausch zwischen verschiedenen Organen und ihre gegenseitige Steuerung zu verstehen.
Humangenetik
Die Humangenetik beschäftigt sich mit den genetischen Grundlagen des menschlichen Lebens. Sie untersucht die Vererbung von phänotypischen Merkmalen und den Einfluss der Gene auf das Aussehen, die Eigenschaften und die Fähigkeiten eines Menschen.
Immunologie

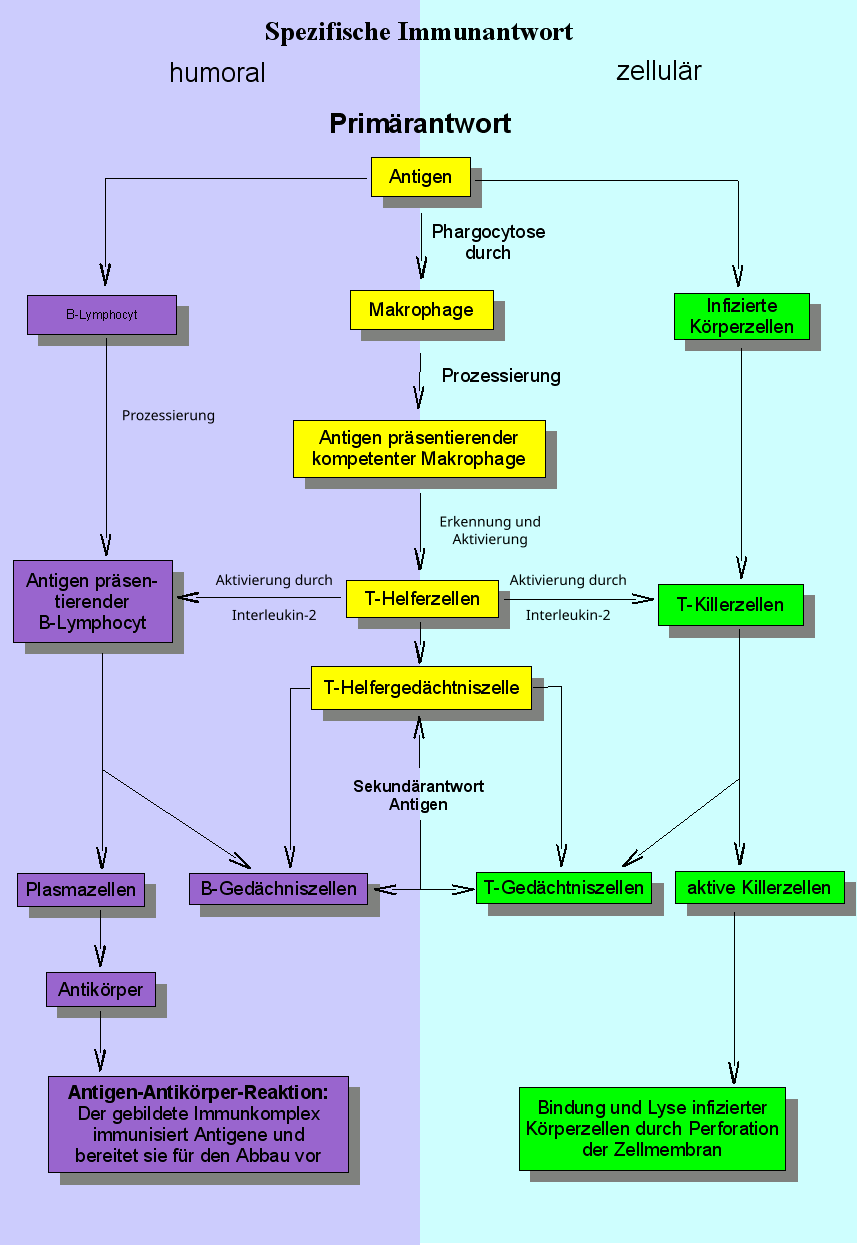
Immunologie: Schematische Darstellung der Immunantwort

Die Immunologie ist die Lehre von der körperlichen Abwehr von Krankheitserregern (Bakterien, Viren, Pilzen) und anderen körperfremden Substanzen (wie zum Beispiel Toxinen, Umweltgiften), sowie von Störungen und Fehlfunktionen dieser Abwehrmechanismen. Zu diesen Fehlfunktionen gehören beispielsweise überschießende Immunreaktionen (siehe auch: Allergien), Immunreaktionen gegen körpereigene Bestandteile (siehe auch: Autoimmunerkrankungen) und das Fehlen beziehungsweise Versagen einer angemessenen Immunantwort. (Siehe auch: SCID, Aids, Sepsis.)
Biochemie und Molekularbiologie
Die eng miteinander verknüpften Disziplinen Biochemie und Molekularbiologie untersuchen die chemischen und molekularen Grundlagen der Lebensprozesse des menschlichen Körpers. Wichtige Ziele sind beispielsweise die Untersuchung der chemischen Reaktionen innerhalb der Zellen und der Beziehungen zwischen diesen Reaktionen sowie die Aufklärung von Struktur und Funktion von Biomolekülen wie zum Beispiel Proteinen, Kohlenhydraten, Lipiden und Nukleinsäuren.

### Biologische Grundlagen der Medizin
Die oben genannten Disziplinen der Humanbiologie liefern ein umfassendes Verständnis des menschlichen Lebens aus naturwissenschaftlicher Sicht und damit die Basis für eine wissenschaftliche fundierte Diagnose, Therapie und Prävention von Erkrankungen des Menschen. Ziel dabei ist es, die Ursachen von Krankheiten wissenschaftlich zu erforschen und zu verstehen, um Krankheiten kausal, also ursächlich, zu behandeln, beziehungsweise ihnen effektiv vorbeugen zu können. Dieser Bereich der Humanbiologie wird oft auch als Biomedizin bezeichnet. Wichtige Teildisziplinen, aufbauend auf den bereits genannten, sind:
Pathologie
Die Pathologie beschreibt krankheitsbedingte und krankheitsauslösende anatomisch-morphologische Veränderungen des menschlichen Körpers und seiner Organe, insbesondere auf zellulärer Ebene. Sie ist vor allem für die Diagnostik von Erkrankungen von Bedeutung. Ihre Grundlage ist die Anatomie. Eines der wichtigsten Hilfsmittel der Pathologie ist die Mikroskopie.
Pathophysiologie
Die Pathophysiologie erforscht krankheitsbedingte und krankheitsauslösende Störungen der Funktion des menschlichen Körpers und liefert dabei sowohl Erkenntnisse über die Ursachen von Erkrankungen als auch für die Diagnostik. Ihre Grundlage sind die Erkenntnisse der Physiologie.
Pharmakologie und Toxikologie
Die Pharmakologie und die Toxikologie untersuchen die Wirkung von Arzneimitteln beziehungsweise Giften auf den Menschen. Sie erforschen, wie sich ein Arzneimittel oder ein Giftstoff, von seiner Aufnahme bis zu seiner Ausscheidung, im Körper verhält (siehe auch: LADME), wie der Körper auf den Stoff einwirkt (siehe auch: Pharmakokinetik) und wo im Körper der Stoff welche Effekte bewirkt (siehe auch: Pharmakodynamik). Die Pharmakologie ist somit von großer Bedeutung für die Therapie von Erkrankungen.
Medizinische Genetik
Die Medizinische Genetik beschäftigt sich mit dem Einfluss der Gene und ihrer Vererbung auf die Gesundheit des Menschen. Sie versucht krankheitsauslösende Gendefekte und Fehler in der Vererbung zu finden. Die Medizinische Genetik trägt somit ebenfalls zum Verständnis der Ursache von Krankheiten bei, liefert jedoch vor allem Erkenntnisse für die Diagnostik (Klinische Genetik).
Pathobiochemie
Die Pathobiochemie untersucht, basierend auf den Erkenntnissen der Biochemie und der Molekularbiologie, krankheitsbedingte und krankheitsauslösende Veränderungen auf chemisch-molekularer Ebene. Sie trägt somit entscheidend zum Verständnis der Ursache von Krankheiten bei, liefert jedoch ebenso wichtige Erkenntnisse für die Diagnostik.
Epidemiologie
Die Epidemiologie beschäftigt sich mit der Häufigkeit sowie der räumlich-geographischen und zeitlichen Verteilung von Erkrankungen in Beziehung zu bestimmten Umwelteinflüssen oder Faktoren wie beispielsweise Alter, Geschlecht, Größe, Gewicht oder Erbanlagen. Sie arbeitet dabei zum Beispiel mit der Humangenetik, der Mikrobiologie und der Humanökologie, sowie hinsichtlich ihrer Methoden mit der Mathematik, der Statistik und der Biometrie zusammen. Ziel ist vor allem die Aufklärung der Ursachen von Erkrankungen und ihre Prophylaxe durch prädiktive Diagnostik (Vorhersage), beziehungsweise Risikoabschätzung.
Weitere medizinische Fachrichtungen
mit Bezug zur Humanbiologie sind zum Beispiel
- die Neurowissenschaften
- die Rechtsmedizin
- die Klinische Chemie und die Laboratoriumsmedizin

## Für den Menschen relevante Teilbereiche der Biologie
Die Humanbiologie versteht sich als Wissenschaft vom menschlichen Leben. Im weiteren Sinn werden auch diejenigen Teilbereiche der Biologie hinzugerechnet, die von wesentlicher Bedeutung für das menschliche Leben sind. Dies betrifft unter anderem die folgenden Disziplinen:
Mikrobiologie

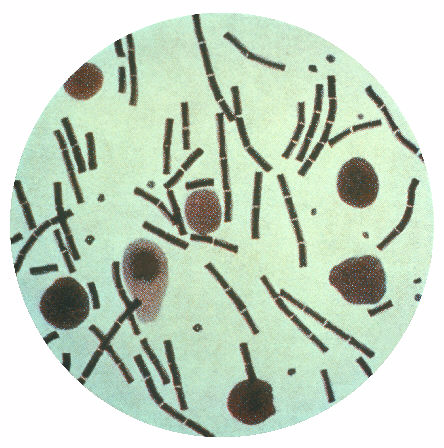
Mikrobiologie: der Milzbrand-Erreger Bacillus anthracis

Die Mikrobiologie als die Wissenschaft vom Leben der Mikroorganismen umfasst die Teilbereiche Bakteriologie, Virologie und Mykologie. Sie ist für die Humanbiologie insbesondere von Bedeutung im Hinblick auf Bakterien, Viren und Pilze als Krankheitserreger (Medizinische Mikrobiologie). Darüber hinaus spielt die sogenannte Angewandte Mikrobiologie eine große Rolle für die Biotechnologie, beispielsweise zur technischen Herstellung von Proteinen (Eiweißen) für medizinische Produkte (zum Beispiel Medikamente wie Insulin) und industrielle Zwecke (zum Beispiel Enzyme für Waschmittel) durch gentechnisch veränderte Mikroorganismen.
Biotechnologie
Die Biotechnologie als die Umsetzung von Erkenntnissen aus der Biologie in technische Produkte und Prozesse ist für das Leben der Menschen sowohl direkt als auch indirekt in vielfältiger Hinsicht von großer Bedeutung, von der Entwicklung und Produktion von Medikamenten und Diagnostika über die Herstellung von Lebensmitteln bis hin zu umweltrelevanten Anwendungen.
Humanökologie
Die Humanökologie ist die Lehre von den Beziehungen zwischen dem Menschen (sowohl als einzelnes Individuum als auch als Population und als biologische Art) und seiner belebten und unbelebten natürlichen Umwelt. Für die Humanökologie wichtige Fachgebiete sind beispielsweise die Ökotoxikologie und die Hygiene.
Weitere Fachgebiete der Biologie
mit Relevanz für die Humanbiologie sind unter anderem
- die Biophysik
- die Entwicklungsbiologie
- die Bionik

## Beziehungen zu weiteren Wissenschaften
Neben den bisher genannten Fachgebieten innerhalb der Humanbiologie bestehen hinsichtlich der Inhalte und der Methoden Beziehungen zu einer Reihe von weiteren Wissenschaften. Hierzu zählen beispielsweise die Anthropologie, andere Naturwissenschaften, die Mathematik und die Informatik sowie die Psychologie.

### Naturwissenschaften
Chemie

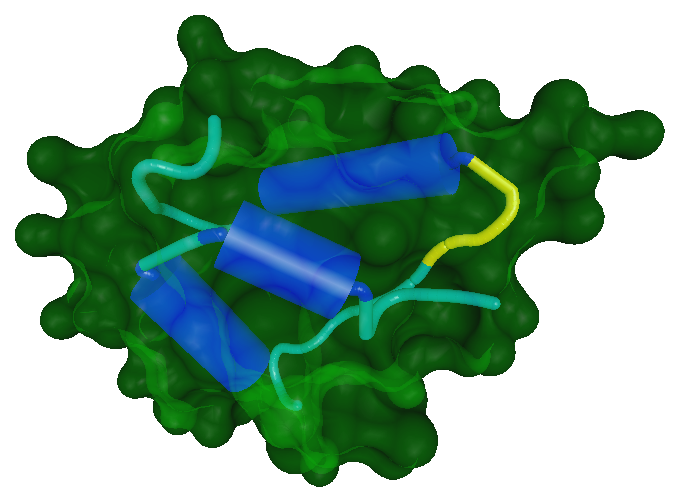
Chemie: Tertiärstruktur des Hormons Insulin

Innerhalb der Chemie bestehen Beziehungen zur Humanbiologie vor allem mit der organischen Chemie, zum Beispiel bei der Erforschung der Synthesewege von Biomolekülen und der chemischen Synthese von Arzneistoffen, und mit der analytischen Chemie, vor allem bei der Entwicklung von bioanalytischen Methoden und der Strukturaufklärung von Biomolekülen.
Physik

Physik: MRT-Aufnahme des menschlichen Kopfes

Neben der Biophysik, die als Teildisziplin der Biologie zugerechnet wird, ergeben sich Überschneidungen zwischen der Humanbiologie und der Physik beispielsweise in der Medizinischen Physik. Diese beschäftigt sich insbesondere mit der diagnostischen und therapeutischen Radiologie, verschiedenen bildgebenden Verfahren (zum Beispiel der Sonographie), Diagnosemethoden in der Augenoptik oder der therapeutischen Anwendung von UV- oder Laser-Strahlung (zum Beispiel in der Zahnmedizin).
Weitere Naturwissenschaften
mit inhaltlichen Überschneidungen mit der Humanbiologie sind beispielsweise
- die Lebensmittelchemie
- die Ernährungswissenschaft

### Mathematik und Informatik
Die Mathematik spielt innerhalb der Biologie, und damit auch der Humanbiologie, eine große Rolle bei der Formulierung von mathematischen Modellen biologischer Prozesse. Dieser Teilbereich der Biologie beziehungsweise Humanbiologie wird auch als Theoretische Biologie oder Biomathematik bezeichnet. Des Weiteren ist die Mathematik eine wichtige Stütze der Biometrie und der Biostatistik. Anwendungen der Informatik zur Untersuchung der informatischen Grundlagen biologischer Prozesse sowie zur Speicherung, Organisation und Analyse von biologischen Daten sind als Bioinformatik ein Teilgebiet der Biologie und damit auch der Humanbiologie.

### Psychologie
Die Psychologie, die sich der Beschreibung, Erklärung und Vorhersage des Erlebens und Verhaltens des Menschen widmet, nutzt für die Erforschung ihrer Fragestellungen unter anderem auch Methoden und Erkenntnisse der Humanbiologie, insbesondere der Neurowissenschaften. Dieser interdisziplinäre Ansatz wird auch als Psychobiologie bezeichnet.

## Historische Entwicklung
Die Humanbiologie entstand als eigenständige Wissenschaftsdisziplin erst in jüngerer Zeit, schwerpunktmäßig in der zweiten Hälfte des 20. Jahrhunderts. Sie entwickelte sich dabei aus der naturwissenschaftlich orientierten Forschung innerhalb der Anthropologie, die sich durch vergleichende biologische Untersuchungen vor allem Fragen der Entwicklungsgeschichte des Menschen widmete. Ergänzend hinzu kam die Biomedizin. Diese nutzte ab dem Beginn des 20. Jahrhunderts in zunehmendem Maße die Erkenntnisse und Methoden moderner Disziplinen der Biologie, anfangs vor allem der Biochemie und später der Molekularbiologie, zur wissenschaftlichen Erforschung der Ursachen von Krankheiten und Möglichkeiten zu ihrer Behandlung und Heilung. Aus diesen beiden Richtungen grenzte sich dann in zunehmendem Maße die Humanbiologie als eigenes interdisziplinäres Fach ab.
Bei der Etablierung der Humanbiologie als Lehr- und Studienfach im deutschsprachigen Raum nahm die Philipps-Universität Marburg eine Vorreiterrolle ein, als sie 1979 als erste Hochschule in Deutschland einen entsprechenden grundständigen Studiengang einrichtete. Sie setzte dabei eine Empfehlung des Wissenschaftsrates aus dem Jahr 1966 um. Dieser hatte zur Beseitigung des Mangels an wissenschaftlichem Personal in den Grundlagenfächern der Medizin wie zum Beispiel Anatomie, Biochemie und Physiologie die Einrichtung entsprechender Studienangebote im Bereich der theoretischen Medizin gefordert. An der Philipps-Universität Marburg wurde dies zunächst in Form eines dreijährigen Ergänzungsstudiengangs für Absolventen der Naturwissenschaften und anderer Studiengänge wie der Mathematik und der Informatik realisiert. Dem folgte von 1974 bis 1979 ein Studiengang, der auf einem Vordiplom in einem naturwissenschaftlichen Fach aufbaute und zu einem Abschluss mit dem Titel Dr. rer. physiol. führte. Diese Variante musste jedoch aus fachlichen und juristischen Gründen aufgegeben werden. Beginnend mit Wintersemester 1979/1980 wurden dann Studenten für den Diplomstudiengang Humanbiologie immatrikuliert. Zum Wintersemester 2000/2001 wurde dieser Studiengang durch eine neue Studienordnung grundlegend reformiert, insbesondere hinsichtlich der Durchführung des Hauptstudiums.

Siegel der Universität Marburg

Siegel der Universität Greifswald

Der zweite Studiengang Humanbiologie entstand 1996 an der Universität Greifswald. Als Vorläufer hatte es hier ab 1988 den Studiengang Biopharmakologie gegeben, der aus der seit 1971 in Greifswald bestehenden Spezialisierungsrichtung „Experimentelle Pharmakologie und Toxikologie“ innerhalb des Pharmazie-Studiums entstanden war und mit der Neueinrichtung des Faches Humanbiologie eingestellt wurde. Entsprechende Übergangsregelungen für die betroffenen Studenten wie die problemlose freiwillige Umimmatrikulierung in den neuen Studiengang mit uneingeschränkter Anerkennung bereits erbrachter Studienleistungen, ebenso wie die Möglichkeit, das Studium auf Wunsch auch nach alter Prüfungs- und Studienordnung zu beenden, sorgten für einen reibungslosen Übergang. Die Inhalte des Faches Biopharmakologie sind heute eine von mehreren möglichen Spezialisierungen im Studiengang Humanbiologie. Der Studiengang Biopharmakologie war wiederum hervorgegangen aus der Spezialisierungsrichtung „Experimentelle Pharmakologie und Toxikologie“ innerhalb des Pharmazie-Studiums, die seit dem Ende der 1970er Jahre an der Universität Greifswald bestanden hatte. Die Universität Greifswald verfügte somit bei der Einrichtung des Studiengangs Humanbiologie über ähnlich lange Erfahrungen und Traditionen in der Ausbildung im Bereich der theoretischen Medizin wie die Philipps-Universität Marburg.
An der Universität des Saarlandes entschied man sich Anfang der 1990er Jahre für die Aufgabe des klassischen Diplomstudiengangs Biologie in seiner gesamten Breite zugunsten einer vollständigen Konzentrierung und Ausrichtung auf die Humanbiologie und Molekularbiologie. Dies geschah 1999 durch Verabschiedung einer neuen Studien- und Prüfungsordnung. Eine entsprechende Umbenennung des Studiengangs erfolgte allerdings nicht, so dass die Absolventen an der Universität des Saarlandes ihr Studium weiterhin als Diplom-Biologen beziehungsweise Diplom-Biologinnen abschließen. Das Studium der Humanbiologie als selbst gewählter Schwerpunkt, also Haupt- oder Nebenfach, in einem Biologie- oder Biochemie-Studium ist darüber hinaus noch an weiteren Universitäten möglich.
Mit der Einführung des Studienprogramms Molekulare Medizin an der Universität Erlangen-Nürnberg im Jahre 1999 ist eine starke Zunahme entsprechender Studiengänge an weiteren Hochschulen zu verzeichnen, vor allem unter den Bezeichnungen „Molekulare Medizin“ beziehungsweise „(Molekulare) Biomedizin“. Insbesondere gibt es seit diesem Jahr auch erstmals ein entsprechendes Studienangebot an einer Fachhochschule sowie in Österreich, seit 2004 darüber hinaus auch in der Schweiz. Diese neuen Studiengänge basieren zunehmend auf den Abschlüssen Bachelor/Master anstelle des bisherigen Diplomgrades. Es besteht im Allgemeinen eine gute Durchlässigkeit zwischen diesen Studienangeboten sowie mit den bereits vorher bestehenden Studiengängen bei der gegenseitigen Anerkennung von Studienleistungen bei einem Hochschulwechsel. Diese Durchlässigkeit dürfte mit der zunehmenden Verbreitung der Abschlüsse Bachelor und Master und der Einführung des ECTS-Systems weiter zunehmen. Auch für die noch bestehenden Diplomstudiengänge ist in naher Zukunft eine Umstellung auf die neuen Abschlüsse zu erwarten. Der Humanbiologie-Studiengang in Marburg läuft beispielsweise seit dem Wintersemester 2007/2008 unter der Bezeichnung „Bachelor of Science in Humanbiologie (Biomedical Science)“. Ein entsprechender Master-Studiengang ist ab dem Wintersemester 2010/2011 geplant.

## Akademische Ausbildung in Deutschland
Die Attraktivität der Fachrichtungen Humanbiologie beziehungsweise Biomedizin als Studienfächer ist in jüngerer Zeit deutlich gestiegen. Eine Reihe von Hochschulen hat auf diesen Trend mit der Einrichtung neuer Studienangebote reagiert. Die Zahl der Studienplätze ist dabei in der Regel gering im Vergleich zu anderen Fächern, so dass die Vergabe anhand eines örtlichen Auswahlverfahrens (Numerus clausus) erfolgt, für das neben einem sehr guten Abitur auch Auswahlgespräche an der Hochschule ausschlaggebend sind. Neben grundständigen Studiengängen und Aufbau- beziehungsweise Promotionsstudiengängen wird Biomedizin auch als Nebenfach für Studiengänge wie Wirtschaftsingenieurwesen oder Mechatronik angeboten.
| Studiengang                                                                   | besteht seit | Abschluss          | Hochschule                         |
| ----------------------------------------------------------------------------- | ------------ | ------------------ | ---------------------------------- |
| Humanbiologie (Biomedical Science)                                            | 1979         | Bachelor / Master  | Marburg (U)                        |
| Humanbiologie                                                                 | 1996         | Bachelor / Master  | Greifswald (U)                     |
| Biologie (Human- und Molekularbiologie)                                       | 1999         | Bachelor           | Saarland (U)                       |
| Molekulare Medizin                                                            | 1999         | Bachelor / Master  | Erlangen-Nürnberg (U)              |
| Applied Biology (B) + Biology with Biomedical Sciences (M)                    | 2000         | Bachelor / Master  | Bonn-Rhein-Sieg (FH)               |
| Molekulare Biologie                                                           | 2000         | Magister rer. nat. | Wien (U)                           |
| Biomedizin                                                                    | 2001         | Bachelor / Master  | Würzburg (U)                       |
| Molekulare Medizin                                                            | 2001         | Bachelor / Master  | Freiburg im Breisgau (U)           |
| Biomedizin und Biotechnologie                                                 | 2002         | Bachelor / Master  | Wien (U)                           |
| Molekulare Biologie (B) + Biomedizin (M)                                      | 2002         | Bachelor / Master  | Mainz (U)                          |
| Molekulare Biomedizin                                                         | 2003         | Bachelor / Master  | Bonn (U)                           |
| Molekulare Medizin                                                            | 2003         | Bachelor / Master  | Göttingen (U)                      |
| Molekulare Medizin                                                            | 2003         | Bachelor / Master  | Ulm (U)                            |
| Molekulare Biologie (B), Molekulare Biologie mit Bioinformatik (M)            | 2003         | Bachelor / Master  | Gelsenkirchen (FH)                 |
| Medizinische Biologie                                                         | 2004         | Bachelor / Master  | Duisburg-Essen (U)                 |
| Molecular Life Science                                                        | 2004         | Bachelor / Master  | Lübeck (U)                         |
| Biology (B) + Biology, Humanbiologie / Medical Biology (M)                    | 2004         | Bachelor / Master  | Zürich (U)                         |
| Biologie (B) + Biomedizin (M)                                                 | 2006         | Bachelor / Master  | Hannover (MH)                      |
| Molekularbiologie                                                             | 2006         | Bachelor / Master  | Graz (U + TU)                      |
| Biochemie und Molekulare Biomedizin, Biotechnologie, Molekulare Mikrobiologie | 2007         | Master             | Graz (U + TU)                      |
| Molekulare Medizin                                                            | 2008         | Bachelor / Master  | Universität Tübingen               |
| Molekulare und Technische Medizin                                             | 2010         | Bachelor           | Hochschule Furtwangen              |
| Molekulare Medizin                                                            | 2011         | Bachelor / Master  | Medizinische Universität Innsbruck |
| Molekulare Medizin                                                            | 2011         | Bachelor / Master  | Universität Regensburg             |
| Molekulare Biomedizin                                                         | 2014         | Bachelor           | Rheinische Hochschule Köln         |